# Cordiluroides paulistensis
Cordiluroides paulistensis är en tvåvingeart som beskrevs av Márcia Souto Couri och Goncalves 2002. Cordiluroides paulistensis ingår i släktet Cordiluroides och familjen husflugor. Inga underarter finns listade i Catalogue of Life.